# Fondazione Eni Enrico Mattei
La Fondazione Eni Enrico Mattei è un istituto di ricerca che svolge ricerca sui temi legati allo sviluppo sostenibile e alla governance globale.
La FEEM ha sede a Milano, Roma, Venezia e Viggiano (PZ).
Istituita da Eni in nome del suo fondatore Enrico Mattei e riconosciuta dal Presidente della Repubblica Italiana Francesco Cossiga nel 1989, la FEEM ha compiuto nel 2019 trent'anni di attività nel campo dello sviluppo sostenibile attraverso ricerche, seminari e pubblicazioni, ed è oggi considerata a livello internazionale uno dei centri di riferimento per lo studio di diverse tematiche energetiche e ambientali, incluse la mitigazione e l'adattamento al cambiamento climatico.
La missione della Fondazione è quella di migliorare, attraverso la ricerca, la qualità del processo decisionale nell'ambito pubblico e privato. Per questo ha creato una rete internazionale e interdisciplinare di ricercatori impegnati in programmi innovativi, fornendo e promuovendo la formazione nei campi specialistici della ricerca, diffondendo i risultati dei propri studi attraverso diversi canali di comunicazione e informando i decisori politici attraverso la partecipazione a vari forum istituzionali.